# 노바 (1997년)
노바(본명: 박찬호, 1997년 1월 7일 ~ )는 대한민국의 전 리그 오브 레전드 프로게이머 출신 프로게임단 지도자로 선수 시절 아이디는 Nova이다. 현역 시절 포지션은 서포터였다.

## 선수 시절
2017년 1월 APK 프린스의 서포터로 영입되어 입단하면서 프로 무대에 입문하였다.
2018년 5월 9일, 리그 오브 레전드 챔피언스 코리아의 진에어 그린윙스에 입단했다.
2020 시즌 스토브 리그 동안 리그 오브 레전드 챌린저스 코리아의 서라벌 게이밍에 입단했다. 서라벌에서는 주전 서포터로 활동했으며 스프링 시즌 팀의 우승에 기여했다. 하지만 팀의 챔피언스 승격에는 실패했다.
2020년 4월 30일, 서라벌 게이밍을 퇴단했다. 이후 잠시 수데기 게이밍에서 활동한 후 은퇴를 선언했다.

## 지도자 생활
2020년 7월 23일, 샌드박스 게이밍의 아카데미팀 코치로 부임했다.
2021년, LCK 챌린저스 리그가 출범하자 리브 샌드박스의 2군팀의 코치로 승격되었다. 2022시즌 종료 후 팀에서 퇴단했다.

## 소속팀

### 선수
| # | 팀명            | 소속 기간             | 소속 리그 | 비고 |
| - | --------------- | --------------------- | --------- | ---- |
| 1 | APK 프린스      | 2017.01 ~ 2018.04.30  | CK        |      |
| 2 | 진에어 그린윙스 | 2018.05.09~2019.10.31 | LCK       |      |
| 3 | 서라벌 게이밍   | 2019.12.05~2020.04.30 | CK        |      |
| 4 | 수데기 게이밍   | 2020                  | 아마추어  |      |

### 지도자
| # | 팀명            | 직책                   | 소속 기간               | 소속 리그 | 비고 |
| - | --------------- | ---------------------- | ----------------------- | --------- | ---- |
| 1 | 샌드박스 게이밍 | 아카데미 코치 2군 코치 | 2020.07.23 ~ 2022.11.22 | LCK       |      |

## 수상 내역

### 선수
- 리그 오브 레전드 챌린저스 코리아 스프링 2020 우승